# زنبق انگلیسی
زنبق لاتیفولیا (نام علمی: Iris latifolia) نام یک گونه از سرده زنبق است.